# قبأ الصحراء الشعري
قبأ الصحراء الشعري (باللاتينية: Eremopoa capillaris) نبات عشبي ينتمي إلى جنس قبأ الصحراء من الفصيلة النجيلية.

## الموئل والانتشار
موطن هذا النبات تركيا.